# Sousoší Nejsvětější Trojice (Dlouhá Třebová)
Pískovcové sousoší Nejsvětější Trojice od neznámého autora se od roku 1887 nalézá u křižovatky ulic Ústecké a Na rybníku před domy čp. 82 a čp. 215 v městečku Dlouhá Třebová v okrese Ústí nad Orlicí. Sousoší je od 19. 1. 1996 chráněno jako nemovitá kulturní památka ČR.

## Popis
Donátorem pomníku je František Habiger, rolník na usedlosti čp. 76 v Dlouhé Třebové. Pozemek bezplatně poskytla obec.
Sousoší Nejsvětější Trojice stojí ve čtvercové ozdobné kovové mříži s dvířky na čelní straně u křižovatky ulic Ústecká a Na Rybníku v městečku Dlouhá Třebová. Ozdobná mříž je uchycena v pískovcovém základu.
Uprostřed mříže stojí na pískovcovém schodě nízký hranolový, nahoře okosený podstavec. Na podstavci stojí užší pilíř zakončený nahoře římsou, ve které je uchycena lucerna. Čelní strana pilíře je ozdobena reliéfem svatého Františka z Assisi. Na zadní straně pilíře je vytesán nápis: Postaveno / v roku 1887. / Obnoveno 1908. /. 
Na římse pilíře stojí trojdílný podstavec, na kterém je na oblacích postavené drobné sousoší Korunovace Panny Marie, tvořené postavami Ježíše Krista vlevo, Boha Otce vpravo a mezi nimi klečící postavou Panny Marie se sepjatýma rukama. Na její hlavu společně Ježíš s Bohem Otcem pokládají korunu. Nad postavou Panny Marie se ve zlacené svatozáři vznáší holubice Ducha Svatého, připevněná k železnému prutu.
Sousoší Nejsvětější Trojice bylo v roce 2017 celkově restaurováno.

## Galerie

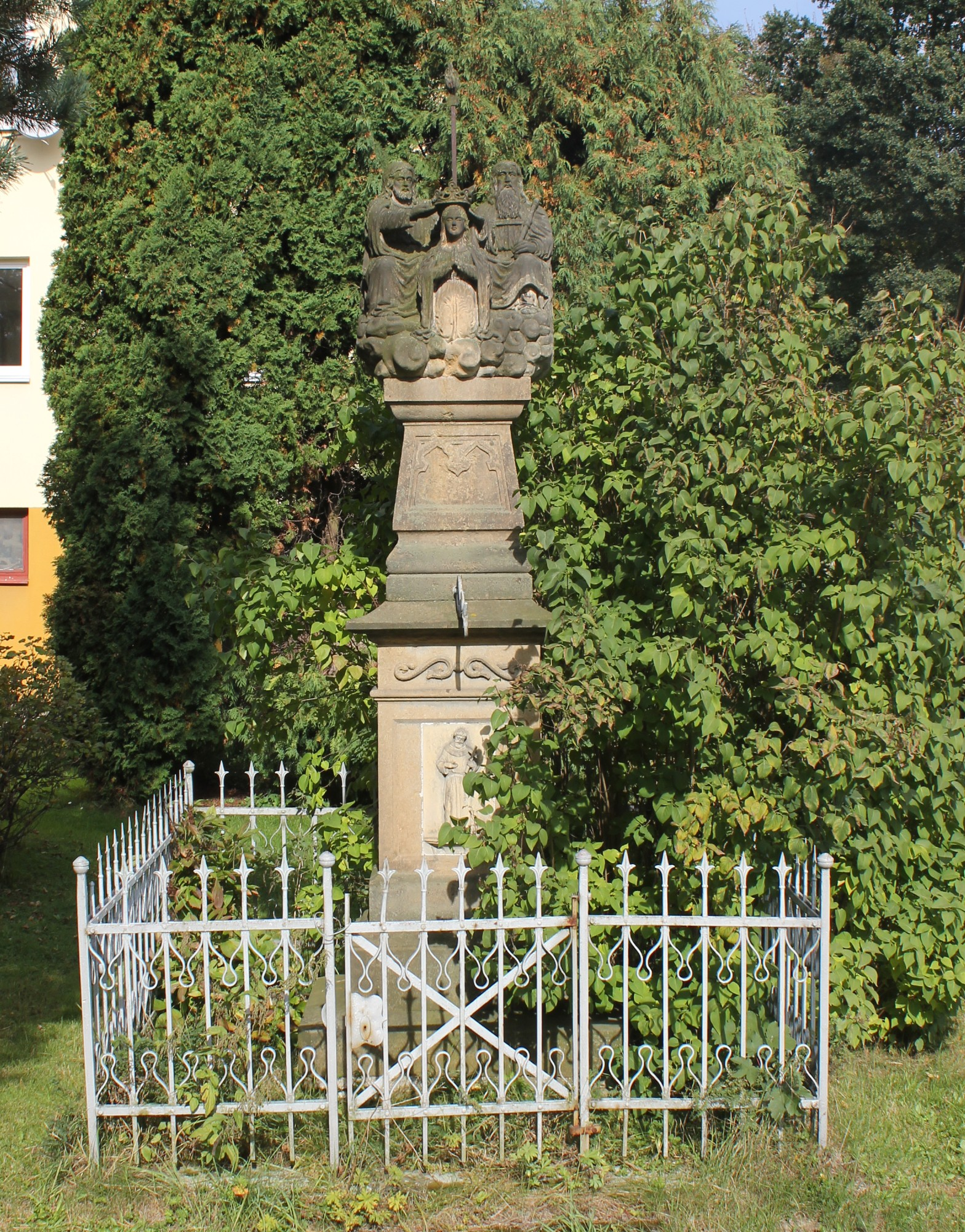
Sousoší Nejsvětější Trojice v roce 2012
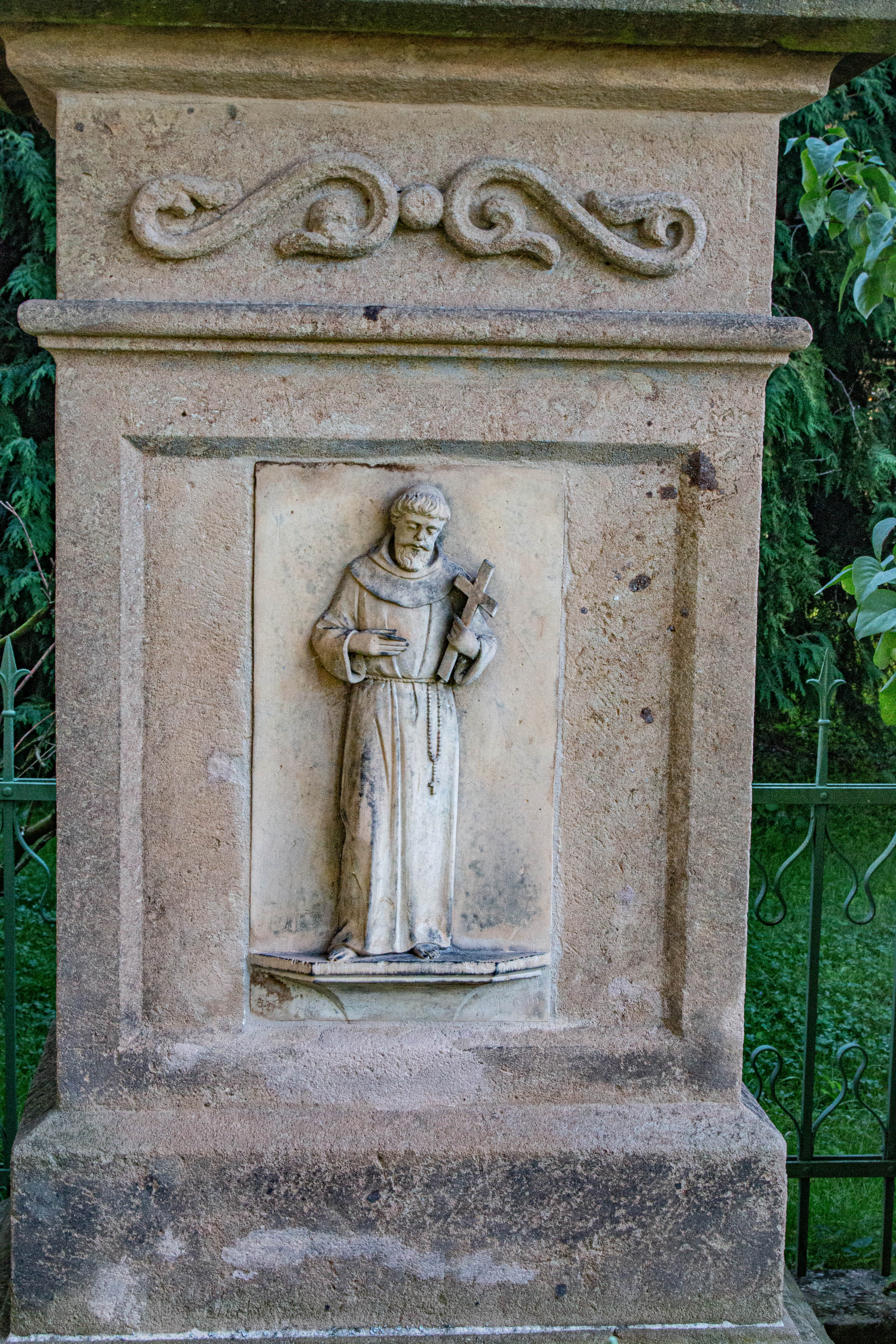
detail reliéfu svatého Františka z Assisi
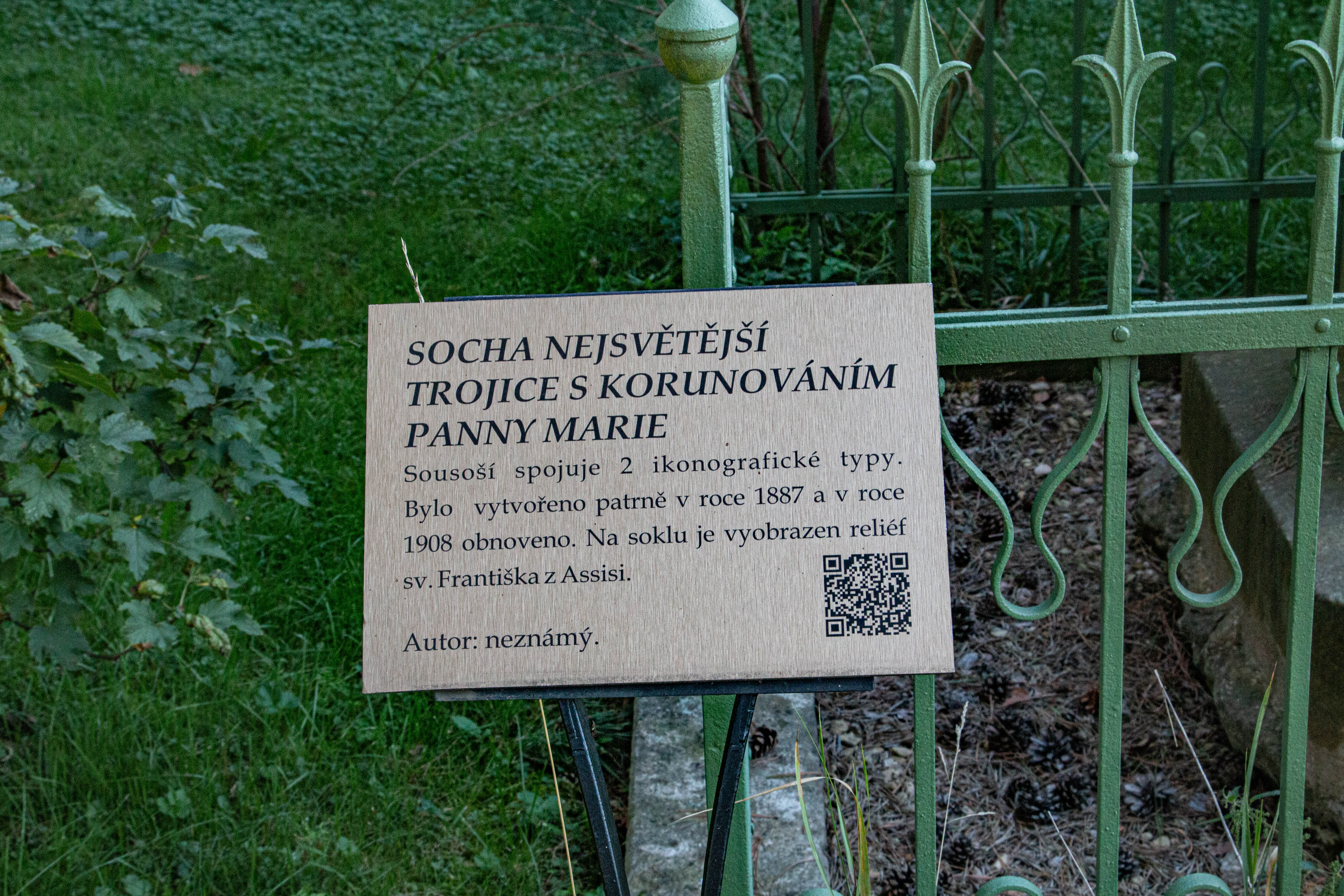
informační tabule u sousoší